# Ceriagrion fallax
Ceriagrion fallax е вид водно конче от семейство Coenagrionidae. Видът не е застрашен от изчезване.

## Разпространение
Разпространен е в Бангладеш, Бутан, Виетнам, Индия (Аруначал Прадеш, Асам, Западна Бенгалия, Манипур, Мегхалая, Мизорам, Сиким и Химачал Прадеш), Китай (Гуандун, Гуанси, Джъдзян, Дзянсу, Съчуан, Хайнан и Юннан), Лаос, Малайзия (Западна Малайзия), Мианмар, Непал, Провинции в КНР, Тайван и Тайланд.